# Баня (община Аранджеловац)
Баня — село в Сербии, в общине Аранджеловац, что в 76 км от Белграда. Курорт у подножия горы Букуля. По переписи 2002 года в селе проживало 2246 жителя (по переписи 1991 года — 1933 человека). Более 95 процентов населения — сербы. Около 2 процентов населения — цыгане, остальные этнические группы составляют менее одного процента.